# Rhamnapoderus rothkirchi
Rhamnapoderus rothkirchi es una especie de coleóptero de la familia Attelabidae.

## Distribución geográfica
Habita en Angola, Camerún, Ghana y Guinea.